# Alberto Vázquez-Figueroa
Alberto Vázquez-Figueroa Rial  (Santa Cruz de Tenerife, Canarias, 11 de octubre de 1936) es un novelista, periodista e inventor español, autor de más de cien libros, y uno de los autores contemporáneos más leídos en España y en el mundo. Fue corresponsal de La Vanguardia y de Televisión Española, y es propietario de la empresa Desalinizadora A.V.F. S.L., encargada de gestionar la desalación por presión, método inventado por él mismo.

## Biografía
Nació en Santa Cruz de Tenerife, Canarias. Su abuelo era arquitecto y su padre nació en Guadalajara estando su abuela allí por motivos de trabajo. Su madre nació en la isla de Lobos, siendo hija del farero del lugar.
Cuando aún no había cumplido un año su familia fue exiliada por motivos políticos a África, ya que su padre era republicano socialista y fue encarcelado durante la Guerra Civil. Pasó su infancia entre Marruecos y el Sahara español hasta cumplir los dieciséis años.
Su padre fue liberado, pero estuvo ingresado durante varios años en un hospital a causa de la tuberculosis. Asimismo, estando en África su madre falleció. Entonces Alberto fue recogido por su tío, administrador civil del fuerte militar en el Sahara español en el que vivían. Este comenzó a proporcionarle libros para leer, sobre todo novelas de aventuras de autores como Joseph Conrad, Herman Melville y Julio Verne, que hicieron que este fuera su género favorito.
A los 16 años regresó a Tenerife para estudiar. Trabajó como profesor de submarinismo y buceo en el buque-escuela Cruz del Sur, con Jacques Cousteau, donde estaría dos años. Trabajó en los rescates de cadáveres en el lago de Sanabria después de la rotura de la presa de Vega de Tera, la cual destruyó el pueblo de Ribadelago.
Actualmente reside entre un ático en el madrileño barrio de Argüelles y Lanzarote.

### Como periodista
Con el dinero obtenido como profesor de submarinismo se trasladó a Madrid, pagándose y obteniendo en 1959 su diploma por la Escuela Oficial de Periodismo. 
Al no encontrar trabajo tras terminar sus estudios, optó por comprarse un viejo barco y, junto a dos exalumnos suyos de submarinismo, dar la vuelta al mundo, lo que les llevó 14 meses. Tras regresar, escribió un libro con el material recogido, y con el dinero de vender el barco regresó a Marruecos. En este país tuvo diversos empleos, pero regresó a España.
Empezó a trabajar como enviado especial en 1962 para Destino y como corresponsal de guerra para La Vanguardia. Más tarde, hizo el programa de Televisión Española A toda plana con Miguel de la Quadra-Salcedo. Cubrió guerras y revoluciones en Bolivia, Chad, Congo, Guatemala, Guinea, República Dominicana y otros.

### Como escritor
Escribió Arena y viento, su primera novela, con catorce años (que fue publicada con diecisiete), pero no fue hasta llevar quince años como periodista cuando empezó a ganar lo bastante como para dedicarse en exclusiva a su carrera literaria, que incluye más de sesenta libros publicados.
El éxito le llegó con su 15.ª o 16.ª novela, Ébano, que aborda el tema del tráfico de esclavos en África. De este libro se hizo una película al año de su publicación; sería la primera de más de quince. Otras de sus obras reconocidas son Manaos y Tuareg. En 1975 escribió una autobiografía, titulada Anaconda. 
En 1966 optó al premio Nadal con la novela No creo en nadie, que nunca llegó a publicarse. En 1979 Manaos se estrenó en la gran pantalla, dirigida por él. La Amazonia, el desierto, la selva africana, son algunos de sus temas favoritos, desarrollados a partir de amplia documentación. Como él ha comentado, el hecho de haber viajado por medio mundo le ha dado la experiencia y las vivencias necesarias para dar realismo a sus novelas.  
En 2007 publicó su nueva novela Por mil millones de dólares de forma simultánea en papel y como descarga gratuita a través de su blog. Además, anunció su intención de publicar sus siguientes obras de la misma forma. El motivo, según él, fue su convencimiento de que "quien lo descargue de la red nunca hubiera comprado mi novela, o sea que prefiero que me lea gratis a que no me lea. Tal vez la próxima vez se decida a comprar un libro aunque no sea mío." Además, "todos los periódicos o revistas que lo deseen están autorizados a publicarlas al estilo de las antiguas novelas por entregas con la diferencia que en este caso no tendrán obligación de pagarme nada en concepto de derechos de autor".

### Como empresario e inventor
Inventó un sistema para potabilizar el agua de mar por presión que genera a la vez energía eléctrica, y lo promocionó en su libro Vivir del viento, de 2003. Consiste obtener las 60 atmósferas de presión necesarias mediante un pozo de 600 metros de profundidad, presión suficiente para que el agua salada atraviese las membranas en la desaladora. La empresa (Desalinizadora A.V.F. S.L.) que explota este procedimiento, de la que es presidente, proyectó una planta para Almería, siendo desestimada su construcción/financiación por el Gobierno de España.
Tiene varias patentes nacionales y europeas a su nombre basadas en su tecnología de desalinización por gravedad.
El proyecto, no obstante, ha sido objeto de críticas por distintos ingenieros. Hay que tener en cuenta que su proyecto planteaba utilizar energía eléctrica en horas nocturnas de bajo consumo, cuyo precio es inferior, para elevar el agua marina. Figueroa afirma que las presiones de las empresas tradicionales son muy fuertes; forzaron a una ministra y parece no importar a la población.
Otros proyectos propuestos por el autor incluyen el uso del dron submarino Serviola-SB, como método de ayuda en altamar contra naufragios.

## Publicaciones

### Biográficas
- Arena y viento (1953)
- Bajo siete mares. Largo viaje al paraíso (1962)
- La ruta de Orellana (1970)
- Anaconda (1975)
- El agua prometida (1995)
- Siete vidas y media (2009)

### Novelas
- África encadenada (1963)
- Al sur del Caribe (1965)
- Tras las huellas de Alec (1971)
- Viaje al fin del mundo. Galápagos (1972)
- Tierra virgen. La destrucción del Amazonas (1973)
- ¿Quién mató al embajador? (1974)
- Manaos (1975)
- Ébano (1975)
- Como un perro rabioso (1975)
- ¡Panamá, Panamá! (1977)
- Marea negra (1977)
- El último harén (1979)
- Sha (1980)
- Nuevos dioses (1980)
- Matar a Gadafi (1981)[10]
- La iguana (1982)
- Olvidar Machu-Picchu (1983)
- Morir en Sudáfrica (1985)
- Marfil (1985)
- Vendaval (1986)
- Viracocha (1987)
- Palmira (1987)
- Cazador (1988)
- El perro (1989)
- Delfines (1990)
- Sicario (1991)
- El anillo verde (1992)
- Ciudadano Max (1992)
- África llora (1994)
- La ordalía del veneno (1995)
- Sultana roja (1998)
- Ícaro (1998) (Biografía de Jimmy Angel)
- Fuerteventura (1999)
- El inca (1999)
- Tiempo de conquistadores (2000)
- El señor de las tinieblas (2001)
- Bora Bora (2001)
- Vivir del viento (2003)
- El león invisible (2003)
- La puerta del Pacífico (2004)
- Alí en el país de las maravillas (2005)
- A la deriva (2005)
- El rey leproso (2005) (Biografía de Sebastián I de Portugal)
- El mar de Jade (2006)
- Centauros (2007) (Biografía de Alonso de Ojeda)
- Pederastas (2007)
- Vivos y muertos (2007)
- Coltan (2008)
- Saud el Leopardo (2009) (Biografía de Abdelaziz bin Saud)
- Garoé (2010, ganadora del Premio de Novela Histórica Alfonso X El Sabio)
- El mar en llamas (2011)
- Irina Dogonovic (2011)
- La bella bestia (2012)
- Codicia (2012)
- Bimini (2013)
- Medusa (2014)[11]
- Hambre (2014) S.A. Ediciones B
- Crimen contra la humanidad (2015) Ediciones B
- La barbarie (2016) Ediciones B
- Rumbo a la noche (2017) Ediciones B
- Adiós, Míster Trump (2017)
- Bajamar (2018)
- Los bisontes de Altamira (2019)
- Año de fuegos (2019)
- El destructor del Amazonas (2020)
- El sueño de Texas (2021)
- Cumbre Vieja (2022)
- La Gran Sequía (2023)
- Viva Palestina (2024) (En desarrollo)[12]

### Dípticos
- Tuareg:
  - Tuareg (1980)
  - Los ojos del tuareg (2000)
  - El último tuareg (2014)

- Utopías:
  - Todos somos culpables (2001)
  - Un mundo mejor (2002)

- Especulación:
  - Por mil millones de dólares (2007)
  - Coltan (2008)
  - Kalashnikov (2009)

- Pandemia:
  - Cien años después (2020)
  - La vacuna (2020)

### Serie Cienfuegos
1. Cienfuegos (1987)
2. Caribes (1990)
3. Azabache (1991)
4. Montenegro (1992)
5. Brazofuerte (1993)
6. Xaraguá (1993)
7. Tierra de Bisontes (2006)
8. Memorias de Cienfuegos (2021)

### Serie Océano
1. Océano (1984)
2. Yaiza (1984)
3. Maradentro (1985)

### Serie Piratas
1. Piratas (1996)
2. Negreros (1996)
3. León Bocanegra (1998)

### Obras de teatro
- El cielo hace trampas (1963)
- Los conjurados (1963)
- Ha llegado un hombre (1963)
- La taberna de los cuatro vientos (1994)
- Alcazarquivir (1998)

### Varios
- Tenerife. Guía de viaje (1964)
- Gran Canaria. Guía de viaje (1965)
- Mañana en Venezuela (1975)
- Una universidad alternativa (1989)
- Mare magnum (2000)

## Filmografía

### Como director y guionista
- Oro rojo (1978)
- Manaos (1979) (adaptación de su novela Manaos)

### Como guionista
- ¿Es usted mi padre?, Antonio Giménez-Rico (1971)
- El perro, Antonio Isasi-Isasmendi (1977) (adaptación de su novela Como un perro rabioso)
- Ashanti, Richard Fleischer (1978) (adaptación de su novela Ébano)
- Cosas, José Lapeña (1980) (serie de TV, 1 cap. ep.15, aparece como actor)
- El último harén, Sergio Garrone (1981) (adaptación de su novela El último harén)
- Tuareg, Enzo G. Castellari (1984) (adaptación de su novela Tuareg)
- La flecha negra, John Hough (1985) (adaptación de la novela The Black Arrow de Robert Louis Stevenson)
- Sangre en el Caribe, Rafael Villaseñor Kuri (1985)
- Corazón de cristal, Gil Bettman (1986)
- La iguana, Monte Hellman (1988) (adaptación de su novela La iguana)
- Océano, Ruggero Deodato (1989) (serie de TV, 6 cap.) (adaptación de sus novelas Océano, Yaiza y Maradentro)
- Rottweiler, Brian Yuzna (2004) (adaptación de su novela El perro)